# Lijst van televisiekanalen in India
Lijst met televisiekanalen in India:

## Publieke Omroep
Doordarshan is India's staatsomroep. Het netwerk beheert de volgende kanalen:

### Nationale Kanalen
- DD National
- DD News
- DD Sports
- DD India
- DD Bharati
- DD Lok Sabha
- DD Rajya Sabha
- DD Urdu

### Regionale Kanalen
- DD Malayalam
- DD Podighai
- DD Oriya
- DD Bangla
- DD Saptagiri
- DD Chandana
- DD Sahyadri
- DD Gujarathi
- DD Kashir
- DD North East
- DD Punjabi

### Provinciale Kanalen
- DD Uttar Pradesh
- DD Bihar
- DD Rajasthan
- DD Madhya Pradesh
- DD Himachal Pradesh
- DD Uttaranchal
- DD Jharkhand
- DD Chattisgarh
- DD Mizoram
- DD Tripura

### Stedelijke Kanalen
- DD Jammu
- DD Jaipur
- DD Goa
- DD Port Blair
- DD Shimla
- DD Sikkim
- DD Hissar

### Onderwijs
- DD Gyan Darshan 1
- DD Gyan Darshan 2
- DD Eklayva Technology
- DD Vyas UGC CEC
- DD Kissan

## Commerciële en regionale kanalen
- WION (nieuwszender)

### Muziek
- MTV
- Channel V
- VH1
- SS Music

### Bengali
- Sangeet Bangla
- Tara Muzik

### Hindi
- 9X M
- B4U Music
- Channel [V] India
- Enterr10
- ETC
- Lund Music
- Lemon
- MH One
- Music India
- MTV India
- Set Asia
- Sur Sangeet
- STAR Plus
- StarGOLD
- Yo Music
- Zee Muzic
- Zee TV
- Zee Cinema
- Zing

### Malayalam
- Asianet PLUS
- Janam TV
- Kairali WE
- YES Indiavision

### Tamil
- Raj Musix
- Sun Music
- Jaya Max
- Isai Aruvi